# 勞德代爾 (明尼蘇達州)
勞德代爾（英語：Lauderdale）是一個位於美國明尼蘇達州拉姆西縣的城市。

## 人口
根據2020年美國人口普查的數據，勞德代爾的面積為1.09平方千米，皆為陸地。當地共有人口2271人，而人口密度為每平方千米2,083人。